# Ландсберг, Григорий Самуилович

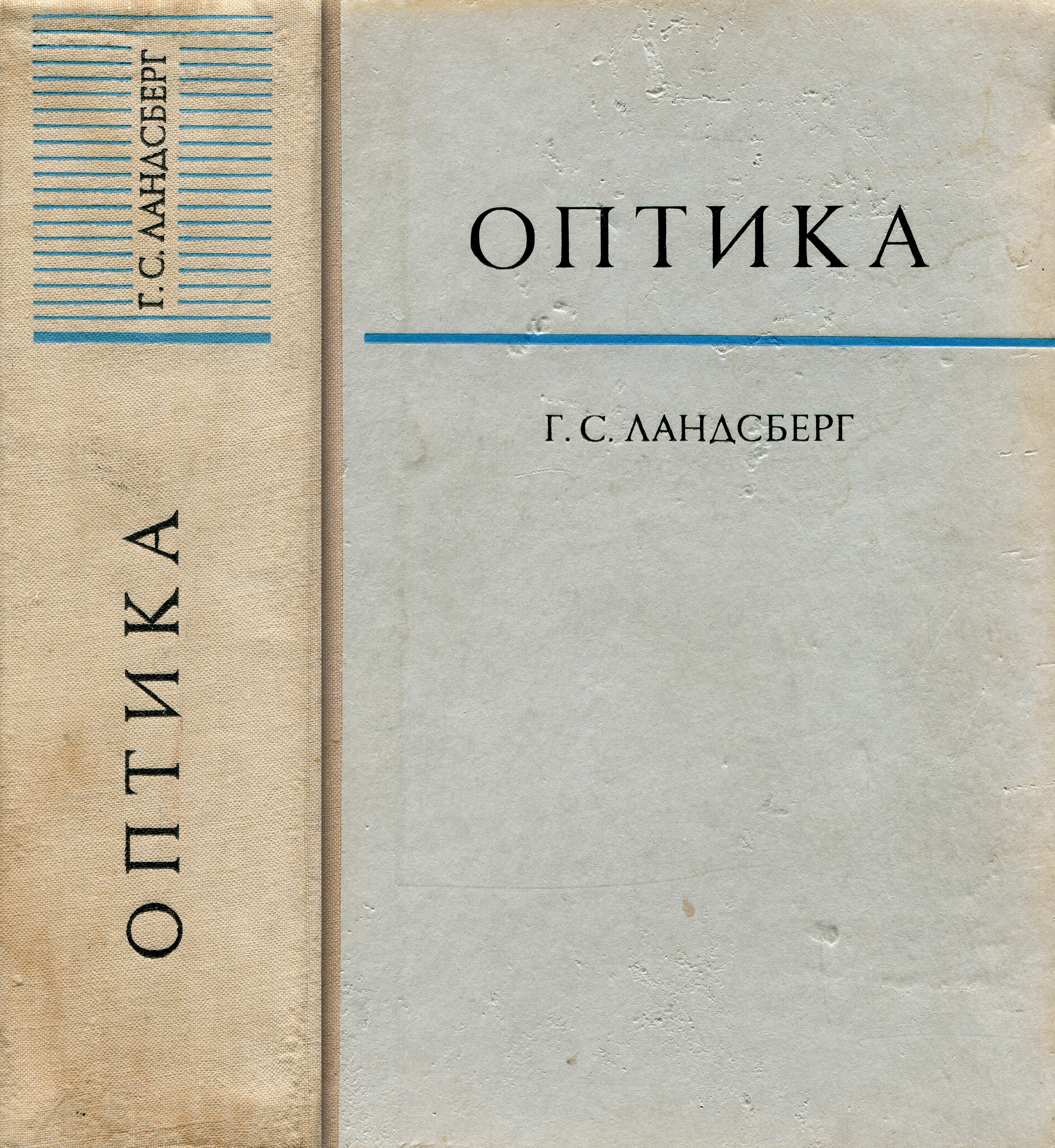
Г. С. Ландсберг. Учебник по физике «Оптика».

Григо́рий Самуи́лович Ла́ндсберг (1890—1957) — советский физик, профессор МГУ, академик АН СССР.

## Биография
Родился 10 (22 января) 1890 года в Вологде в семье старшего таксатора Самуила Абрамовича Ландсберга и Берты Моисеевны Бойм. Начал учёбу в Вологодской гимназии, но окончил гимназию уже в Нижнем Новгороде, в 1908 году, с золотой медалью.
Поступил на физико-математический факультет Московского университета и окончил его в 1913 году с дипломом первой степени. Ландсберг остался при университете, чтобы подготовиться к званию профессора, преподавал в 1913—1915, 1923—1945 и 1947—1951 годах (профессор с 1923 года). Доцент Омского сельскохозяйственного института (1918—1920), профессор 2-го Государственного университета в Москве. В 1945—1947 годах был профессором общей физики инженерно-физического факультета Московского механического института. В 1951—1957 годах профессор МФТИ. С 1934 года работал в ФИАН имени П. Н. Лебедева. Академик АН СССР (1946; член-корреспондент с 1932 года).
В годы Великой Отечественной войны Ландсберг был эвакуирован в Казань, где руководил разработкой новых методов эмиссионного спектрального анализа и использовал их для контроля качества плавок легких и цветных сплавов на оборонных заводах. Были разработаны простые и надежные стилоскопы, позволявшие проводить экспресс-анализы не только в заводских, но и в полевых условиях. Ландсбергом были разработаны методы молекулярного спектрального анализа, с помощью которых устанавливался состав трофейных бензинов.
Умер 2 февраля 1957 года. Похоронен в Москве на Новодевичьем кладбище (участок № 5).

## Награды и премии
- Сталинская премия II степени (14 марта 1941)— за разработку метода спектрального анализа для определения состава сплавов и спецсталей
- два ордена Ленина (в том числе 10 июня 1945)
- медали

## Основные заслуги
Фундаментальные труды по оптике и спектроскопии. В 1926 году впервые выделил и исследовал молекулярное рассеяние света в кристаллах. В 1928 году совместно с Леонидом Мандельштамом открыл явление комбинационного рассеяния света (одновременно с Ч. В. Раманом и К. С. Кришнаном), экспериментально подтвердил существование тонкой структуры в линии рэлеевского рассеяния, как следствие рассеяния света на тепловых акустических волнах. В 1931 — обнаружил явление селективного рассеяния света. Положил начало отечественной спектроскопии органических молекул и изучению внутри- и межмолекулярных взаимодействий в газах, жидкостях и твёрдых телах. Разработал методы спектрального анализа металлов и сплавов (Сталинская премия , 1941), а также сложных органических смесей, в том числе моторного топлива. Автор известного курса оптики, редактор популярного «Элементарного учебника физики» (т. 1—3, 13 изд., 2003). Основатель и председатель Комиссии по спектроскопии, которая впоследствии была преобразована в Институт спектроскопии АН СССР (ИСАН, Троицк). Создал школу атомного и молекулярного спектрального анализа. Редактированный им коллективный труд — «Элементарный учебник физики» в 3-х томах — многие годы считается одним из лучших учебников физики для школьников и многократно переиздавался.
В 1955 году подписал «Письмо трёхсот».

## Открытие комбинационного рассеяния света
Начиная с 1926 года, Мандельштам и Ландсберг развернули в МГУ экспериментальное изучение молекулярного рассеяния света в кристаллах, чтобы подтвердить предсказанное ранее Мандельштамом расщепление линии рэлеевского рассеяния. В результате этих исследований 21 февраля 1928 года Ландсберг и Мандельштам обнаружили эффект комбинационного рассеяния света. О своем открытии они сообщили на коллоквиуме от 27 апреля 1928 года и опубликовали соответствующие научные результаты в советском и двух немецких журналах.
Однако в том же 1928 году индийские ученые Ч. В. Раман и К. С. Кришнан искали некую комптоновскую компоненту рассеянного солнечного света в жидкостях и парах. Неожиданно для себя они обнаружили явление комбинационного рассеяния света. По словам самого Рамана: «Линии спектра нового излучения были в первый раз наблюдены 28 февраля 1928 года». Таким образом, комбинационное рассеяние света индийские физики впервые наблюдали на неделю позже, чем Ландсберг и Мандельштам в МГУ. Тем не менее, Нобелевская премия по физике 1930 года была присуждена лишь Раману, а комбинационное рассеяние света в иностранной литературе с тех пор носит название «эффект Рамана».

## Книги
- Современное учение о магнетизме / Б. А. Введенский и Г. С. Ландсберг. — М. ; Л. : Гос. изд-во, 1929.
- Ландсберг Г. С. Оптика: учебное пособие для вузов. — 6-е изд. стереот. — М.: ФИЗМАТЛИТ, 2003. — 848 с. — ISBN 5-9221-0314-8.